# Tomáš Karas
Tomáš Karas, né le 16 mai 1975 à Prague, est un rameur tchèque.

## Biographie

### Palmarès

#### Aviron aux Jeux olympiques
- 2004 à Athènes,  Grèce
  -  Médaille d'argent en quatre de couple[1]